# 蓝背尖嘴蜂鸟
蓝背尖嘴蜂鸟（学名：Chalcostigma stanleyi）是雨燕目蜂鸟科的一种鸟类。
蓝背尖嘴蜂鸟体重约5.8克，翼长约66.1毫米，嘴峰长约14.2毫米，喙宽度约1.6毫米，喙厚度约1.7毫米，跗蹠长约6.1毫米，尾长约56.6毫米。蓝背尖嘴蜂鸟在其分布区内为留鸟，其栖息在开放的草原环境中，食性为草食性，主要食物来源是植物的花蜜。

## 亚种
- ：分布于厄瓜多尔的安第斯山脉地区的帕拉莫。
- ：分布于秘鲁的安第斯山脉地区（马拉尼翁河以东）至喬皮卡爾奇山。
- ：分布于秘鲁东部的安第斯山脉地区（瓦亞加河以南）至玻利维亚西部。[4]